# Штучный паркет
Шту́чный парке́т — один из видов материалов для паркетных полов.

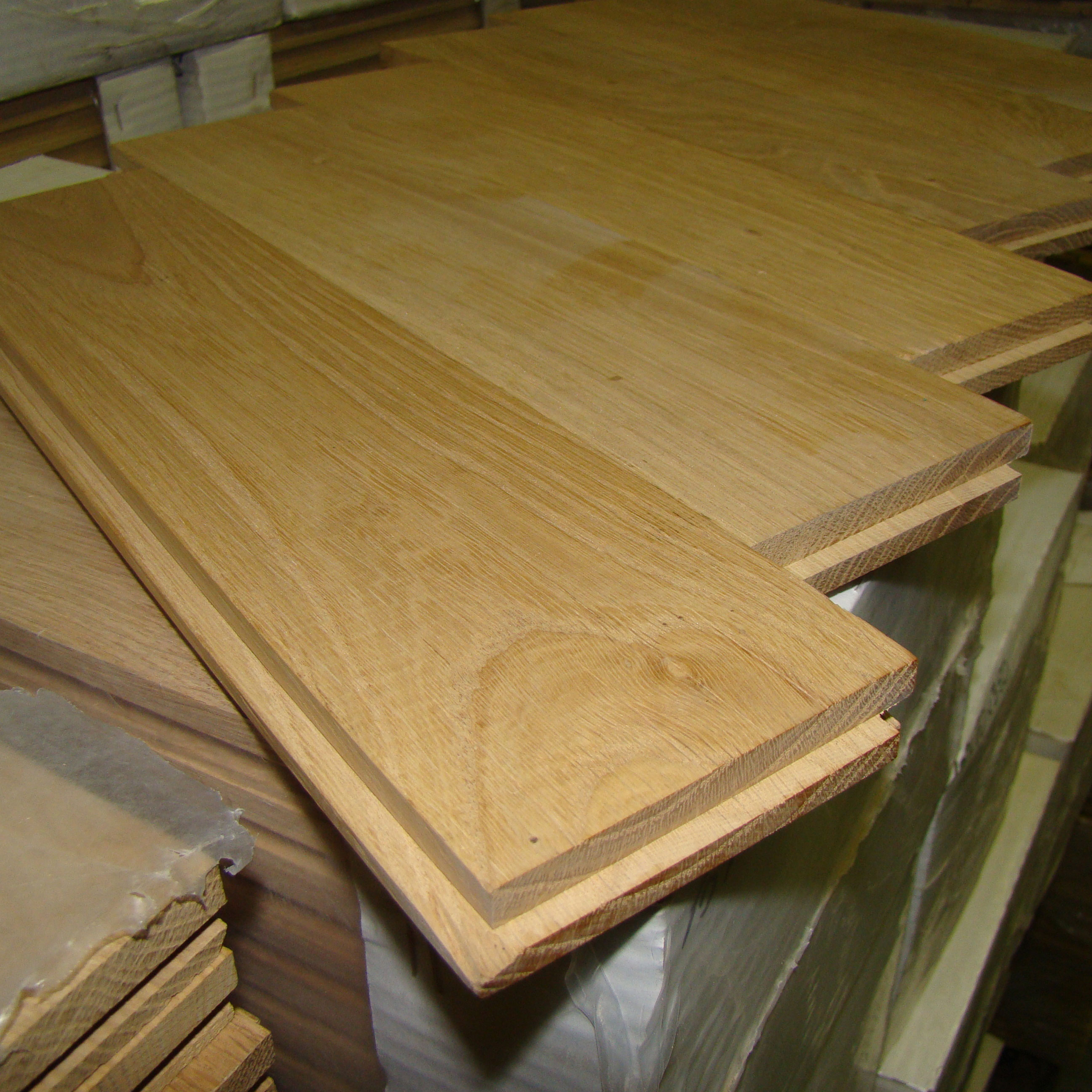
Штучный паркет дуб селект

Представляет собой планки из цельного дерева толщиной 15—22 мм, шириной 40—75 мм и длиной до 500 мм. По бокам имеет гребни и пазы для крепления. От массивного паркета (массивной паркетной доски) штучный паркет отличается лишь размерами.
Изготавливается как из традиционных пород дерева — дуб, ясень, клён, так и из экзотических — мербау, железное дерево, палисандр и др.

## Сорта штучного паркета
- Отборный — Сочетает радиальный и тангенциальный распилы. Сучки, заболонь, и дефекты древесины не допустимы.
- Радиал — Разновидность отборного паркета  с одним радиальным распилом. Сучки, заболонь, и дефекты древесины не допустимы.
- Натур — Возможна игра цветов, различные направления волокон древесины. Допустимы точечные сучки — глазки.
- Рустик — Самый пестрый паркет. Встречаются различные рисунки волокон, цвета и распилы. Допустимы сучки до 10 мм.

## Свойства

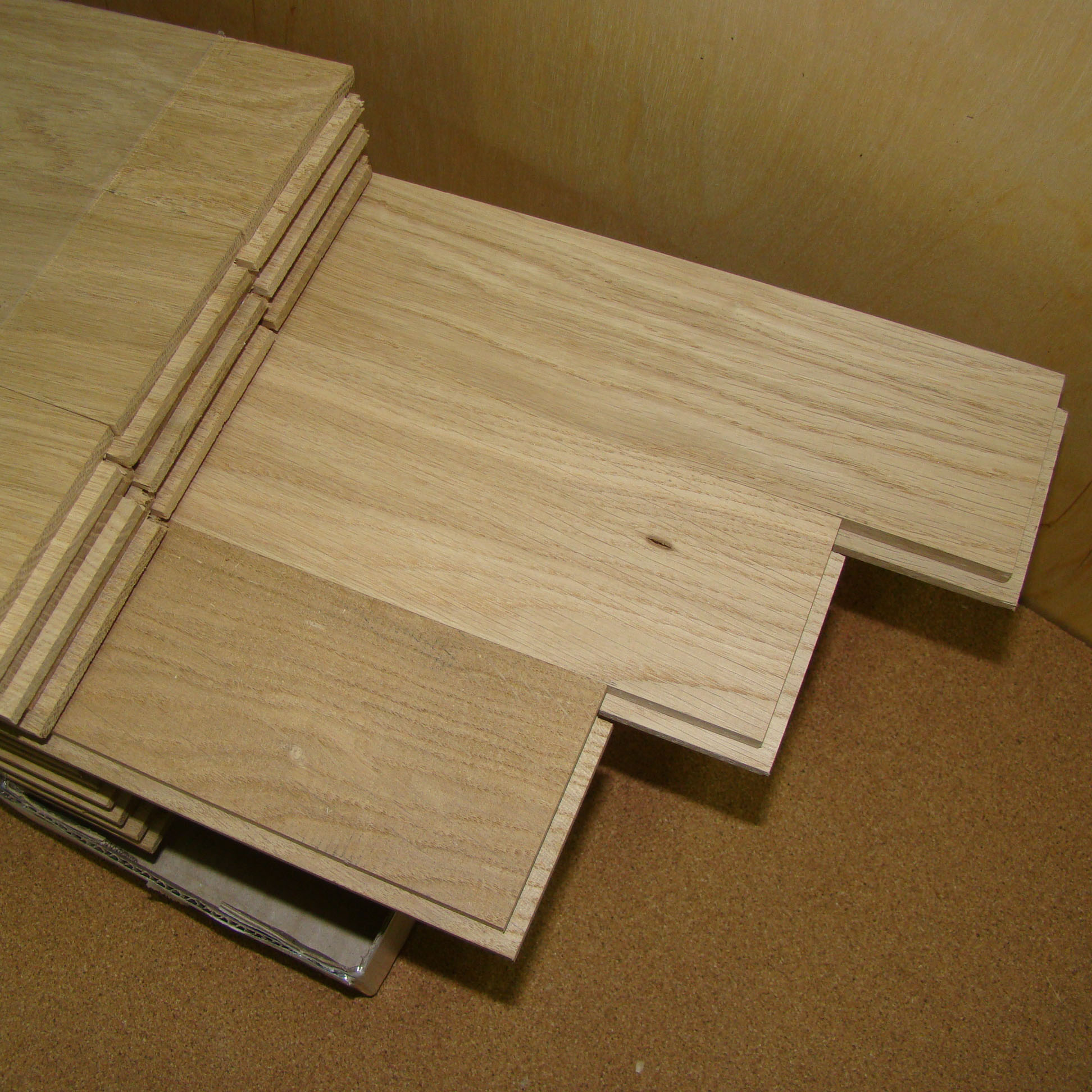
Полиэтиленовая упаковка штучного паркета — дуб натур. Производство Украина.

- Долговечность. Считается основной отличительной особенностью этого вида паркета.
- Разнообразие рисунков укладки. Простая (ёлка, палуба, квадраты, плетёнка и др.) или художественная укладка.
- Экологичность. Не содержит посторонних химических соединений. Статичен и не собирает пыль.
- Хорошая теплоизоляция.
- Хорошее звукопоглощение и звукоизоляция. Штучный паркет крепится к стяжке (влагостойкой фанере или черновому полу) и при ходьбе не создаёт специфического для ламината или паркетной доски звука.

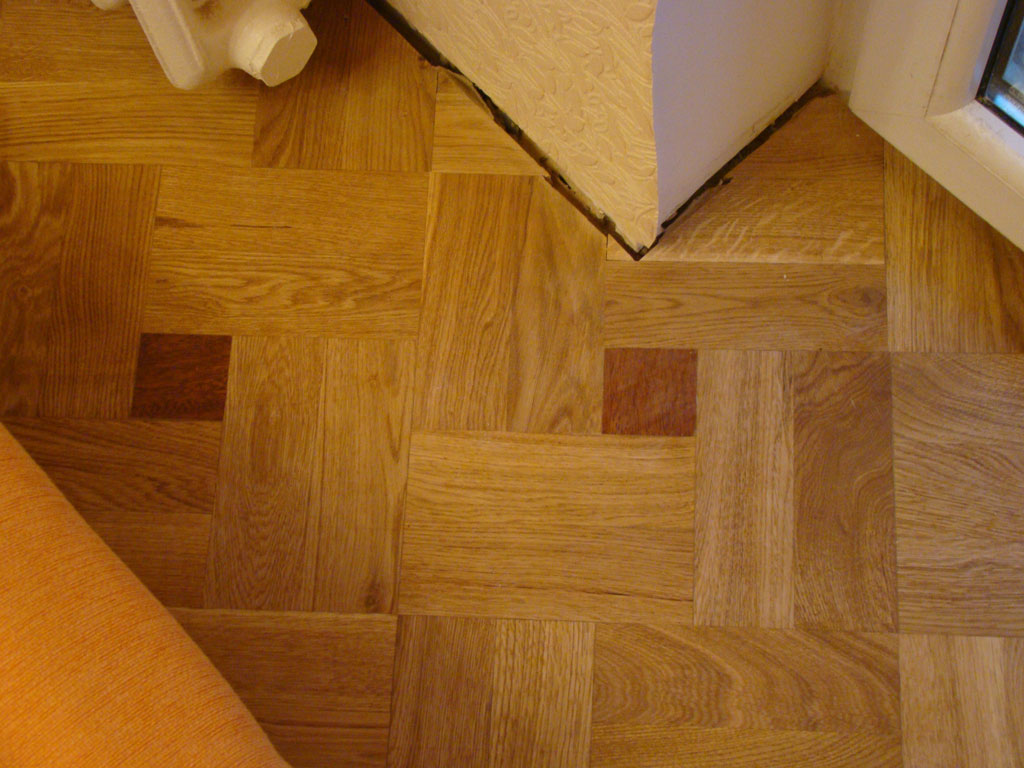
Уложенный корзинкой дубовый штучный паркет со вставками мербау.

- Высокая механическая прочность.
- Отсутствие скольжения.
- Широкая цветовая гамма.